# Miguel Buiza Fernández Palacios
Miguel Buiza Fernández Palacios (1898-1963) est un amiral qui fut le chef de la marine de guerre républicaine pendant la guerre civile espagnole. Réfugié en France, il servit dans la Légion étrangère et mourut à Hyères.

## Jeunesse
Il est né à Séville dans une riche famille d’industriels de la ville. A l’âge de dix-sept ans il entra à l’École navale de San Fernando, récemment créée, et il avait atteint le grade de capitaine de vaisseau lorsque la guerre civile éclata en juillet 1936. Il choisit alors le camp républicain où il obtint les plus importants commandements.

## Guerre civile espagnole
Il participa d'abord aux quelques actions de la flotte républicaine visant à interdire aux nationalistes le passage du détroit de Gibraltar puis, en août, en qualité de commandement du croiseur Libertad, il dirigea le groupe naval chargé de débarquer à Majorque, l’île étant alors aux mains des nationalistes. Le 2 septembre, il fut nommé chef de la flotte républicaine par Indalecio Prieto, le ministre de la Marine et de l’Air, tout en conservant le commandement du Libertad. 
Le 27 septembre 1938, certainement en raison de la défaite de la flotte républicaine lors de la bataille du cap Cherchell, il fut destitué de son poste et remplacé par l’amiral González Ubieta à la tête de la flotte. Il occupa alors successivement plusieurs postes secondaires comme celui d’Inspecteur des bases maritimes, de chef d’état-major de la Marine puis de directeur du personnel de la Marine, poste qu’il occupait lorsqu’il fut à nouveau nommé à la tête de l’Armada républicaine en février 1939.
Le 27 février 1939, lors d'une réunion des principaux chefs de l'armée organisée par Juan Negrín à Los Llanos (Albacete), il dit clairement au chef du gouvernement qu'il pensait que la guerre était perdue et qu'il fallait donc chercher un accord avec les nationalistes, précisant que sa position était partagée par le Commissaire politique de la flotte et par les représentants des équipages ; il prévint aussi Negrin que si cet accord n'était pas rapidement trouvé, il quitterait le port avec la flotte et gagnerait les eaux internationales pour ne plus participer à des combats fratricides désormais inutiles. Le 3 mars, lors d’une réunion des officiers et des commissaires politiques à bord du Miguel de Cervantes, il posa encore un ultimatum au gouvernement, lui demandant de se prononcer dans les trois jours. Le 5 mars, alors que des combats opposaient dans Carthagène adversaires et partisans de la poursuite de la guerre, il ordonna à la flotte d'appareiller. Après avoir gagné la haute mer, il se dirigea sur la côte algérienne où il demanda aux autorités maritimes françaises l'autorisation de mouiller en rade d’Oran. Cette autorisation lui fut refusée et la France lui demanda de conduire la flotte à Bizerte (Tunisie) où elle arriva le 7 mars, les équipages et lui-même étant alors internés,.

## Seconde Guerre mondiale
En mai 1939, l'amiral Buiza demanda à la France l’autorisation de s’engager dans la Légion étrangère où il fut admis au titre d’officier étranger avec le grade de capitaine[réf. incomplète]. Au début de la guerre il était commandant mais il démissionna après l’armistice franco-allemand ; selon certaines sources il aurait été en fait chassé de la Légion par les autorités de Vichy.
Il s’établit alors à Oran où il trouve un emploi de comptable dans un hôtel mais, après le débarquement américain en Afrique du Nord en novembre 1942, il s’engagea à nouveau dans l’armée française. Il commanda une compagnie des corps francs d'Afrique pendant la campagne de Tunisie, obtenant même la croix de guerre avec palmes le 4 juin 1943 mais, étant tombé gravement malade, il est alors obligé de quitter l’armée.
Un des blindés de la Nueve, 9e compagnie du régiment de marche du Tchad, portait son nom.

## Après 1945
En 1947, il fut recruté par Zeev Hadari, un des représentants en France de la Ha’Mossad Le’Aliya Betl, l’organisation de la Hagana chargée de faire passer clandestinement en Palestine les rescapés des camps de la mort. Commandant du navire marchand Geula (ex-Paducah) sous la fausse identité de Moshé Blum, il fut cependant arrêté par les Britanniques et interné dans un camp près d’Haïfa. 
Après sa libération, il revint à Oran où il reprit son activité de libraire jusqu’à l’indépendance de l’Algérie. Réfugié en France, il décéda des suites d'un cancer à la Maison Beauséjour d'Hyères le 23 juin 1963. Il fut enterré au cimetière principal d’Hyères (Var).  
Miguel Buiza ne retourna jamais en Espagne et ne revit jamais sa famille qui demeurait à Séville ; après sa mort, sa veuve, Candelaria Buiza née García, décédée à Hyères le 30 mai 1973, fit paraître un court faire-part de décès dans le journal Abc du 6 août 1963.
Son frère, Francisco, commandant dans l’infanterie ou la Légion espagnole, fut tué au début de la guerre dans le camp nationaliste lors des combats de la Casa de Campo à Madrid. 
Certains auteurs[Qui ?] ont reproché à l'amiral Buiza son caractère indécis et l’inefficacité de la flotte républicaine placée sous son commandement, d'autres[Qui ?] faisant remarquer que les décisions importantes n’étaient pas prises par lui mais par le ministre de la Marine et que la flotte ne se montra pas plus combative avec son successeur.